# AVV-VVK

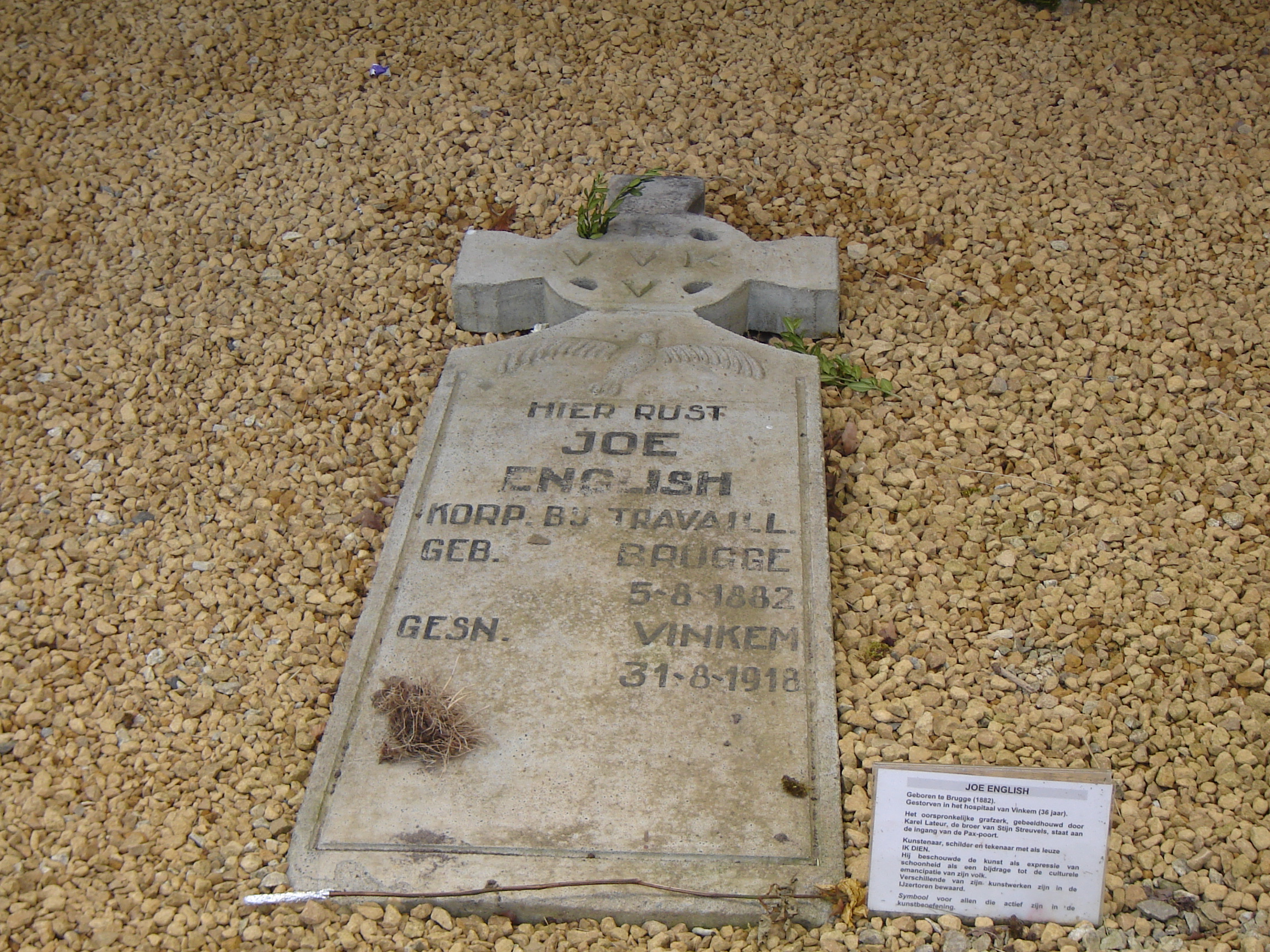
AVV-VVK sur la pierre tombale de Joe English, Dixmude

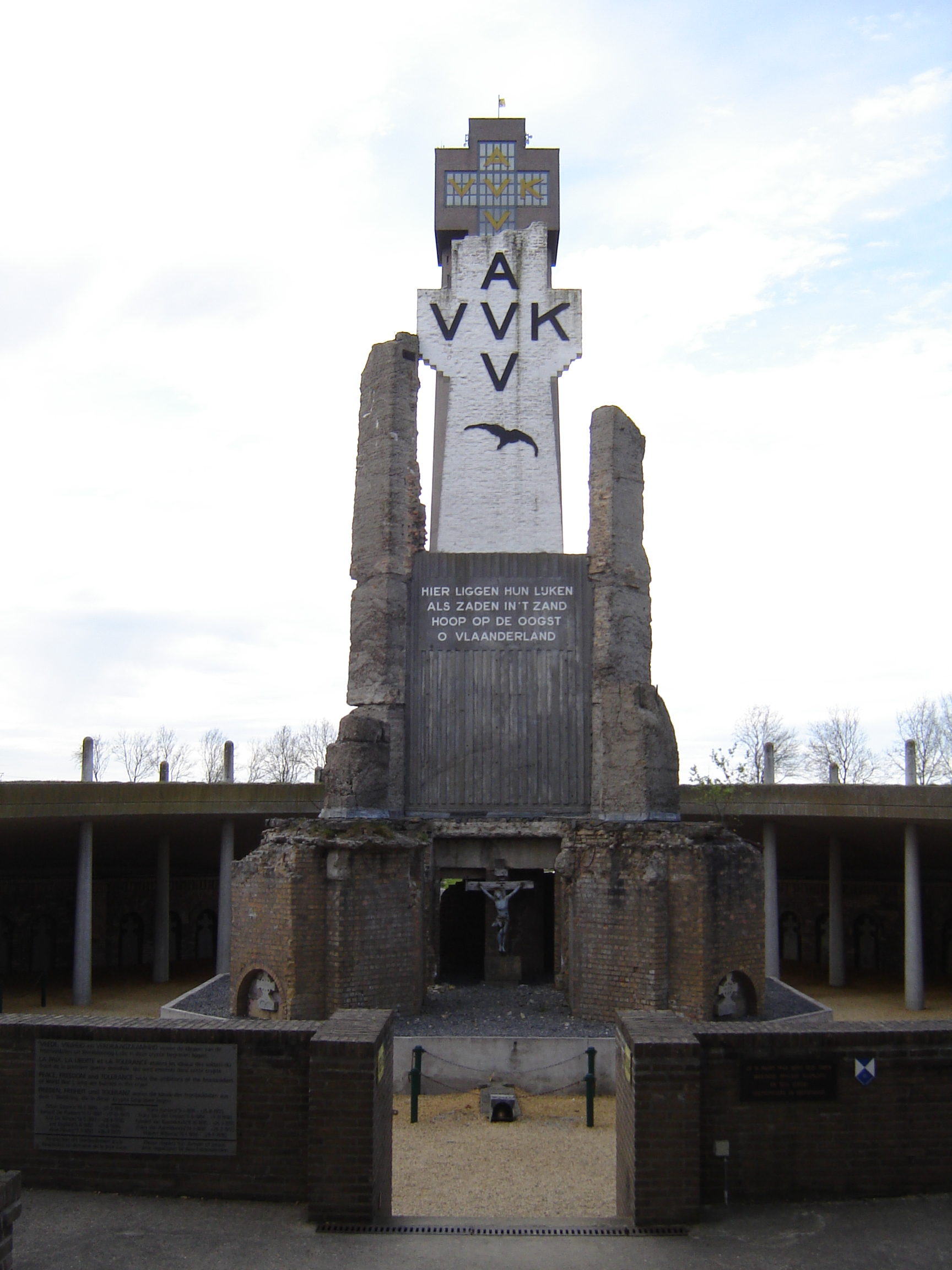
AVV-VVK, sur la crypte de la tour de l'Yser et sur celle-ci même, à Dixmude

AVV-VVK est l'abréviation de « Alles Voor Vlaanderen, Vlaanderen voor Kristus » (« tout pour la Flandre, la Flandre pour le Christ »), un slogan célèbre du mouvement flamand.  Dans le premier numéro du magazine De Student (L'Étudiant), le séminariste Frans Drijvers de Rotselaar avait signé de ces mots un article en 1881.  Il n’est pas clair si le slogan avait été inventé par lui ou par l'un des autres fondateurs du Student.  Frans Drijvers garda d'ailleurs longtemps le secret sur sa collaboration au Student afin d’éviter des ennuis avec les autorités ecclésiastiques.  Le magazine pour le peuple estudiantin flamand travailla pour la néerlandisation des écoles catholiques flamandes.
L'organisation Heldenhulde (« hommage aux héros ») de Jozef Verduyn, Filip De Pillecyn, Cyriel Verschaeve, Frans Daels et Adiel Debeuckelaere usa du sigle en forme de croix, conçu par Joe English, sur un millier de pierres commémoratives - pour lesquelles l’on avait trouvé les fonds nécessaires - de soldats flamands tombés ; cependant, contre le gré du commandement qui voulait officialiser leurs propres monuments funéraires, ceux-ci uniformes.  En 1925, 500 croix du type AVV-VVK furent broyées et utilisées pour la construction d'une voie ferrée,.
Dès le 27 septembre 1919 (et jusqu'au 30 septembre 1999) le sigle cruciforme ornait l'en-tête de page du journal dit de qualité De Standaard, à droite du titre.  
Le sigle est également connu par la tour de l'Yser à Dixmude, inaugurée en 1930.
L'abréviation AVV-VVK a parfois - mais à tort - été interprétée comme « tout pour la paix, la paix pour le Christ ».